# Ditzumer Kirche

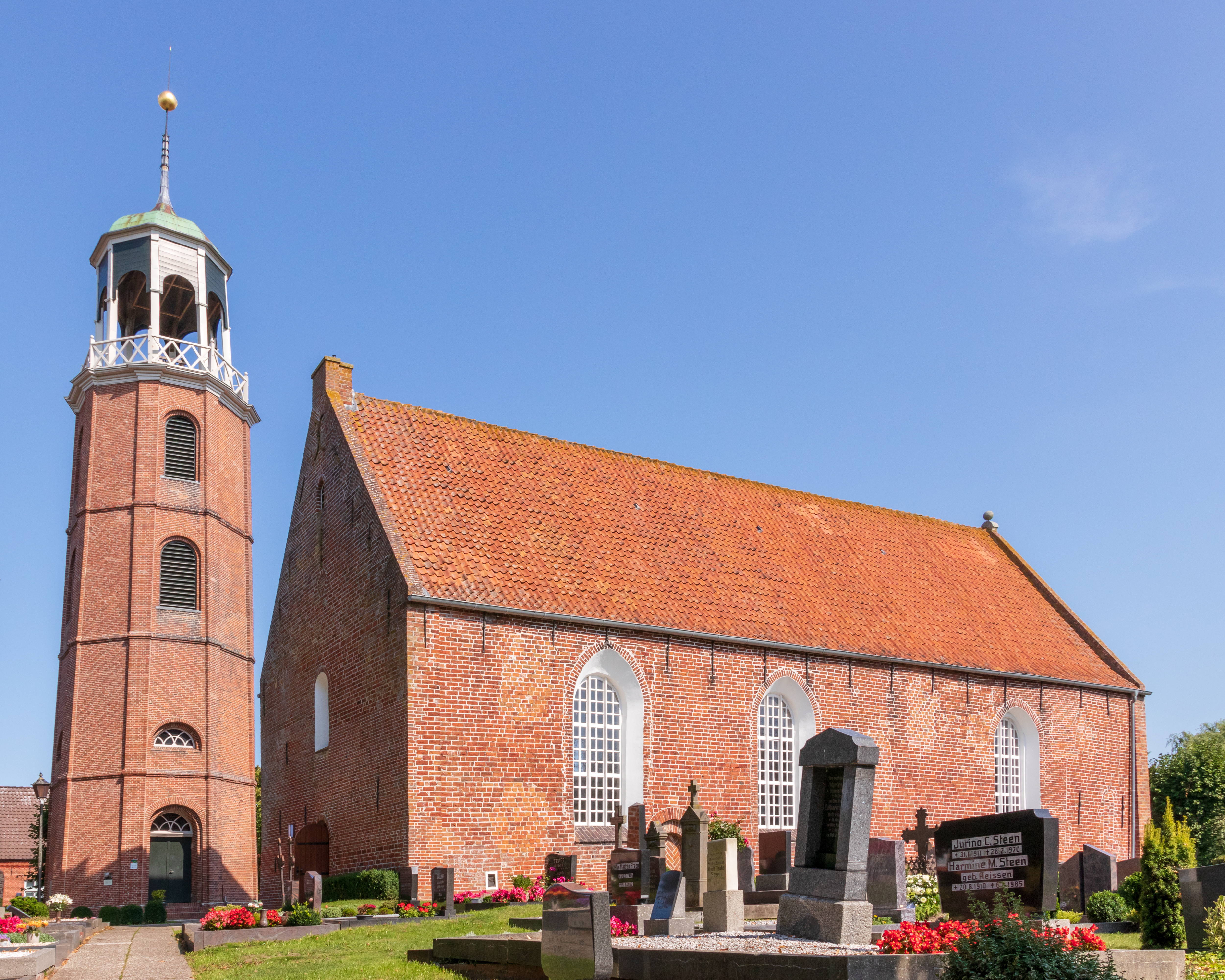
Ditzumer Kirche mit Glockenturm von Süden

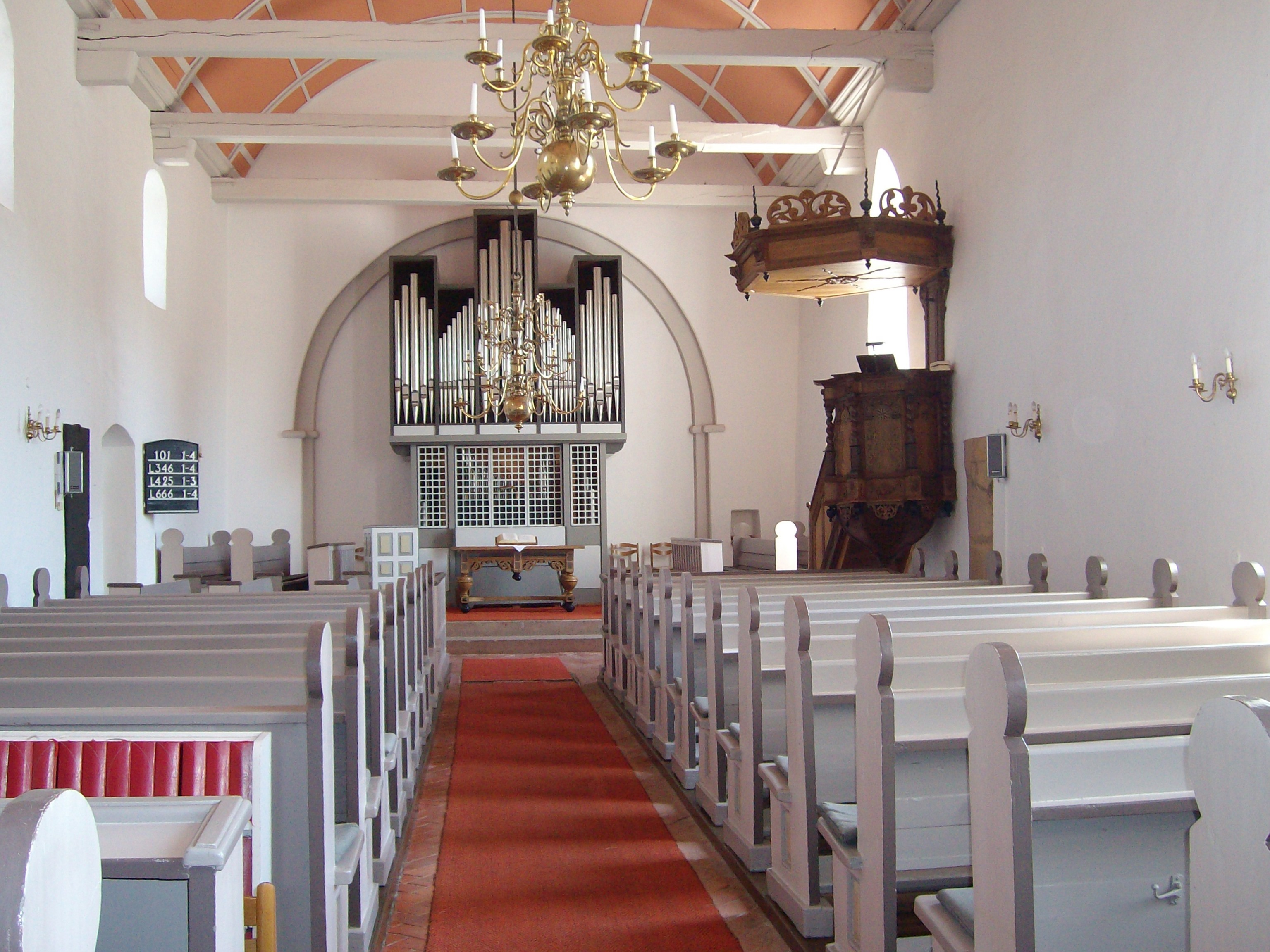
Innenraum Richtung Osten

Die evangelisch-reformierte Ditzumer Kirche steht in Ditzum im Rheiderland, im südwestlichen Ostfriesland. Erbaut wurde die Kirche um 1200 oder in der Mitte des 13. Jahrhunderts, ist im Laufe der Jahrhunderte aber mehrmals umgebaut worden.

## Geschichte und Baubeschreibung

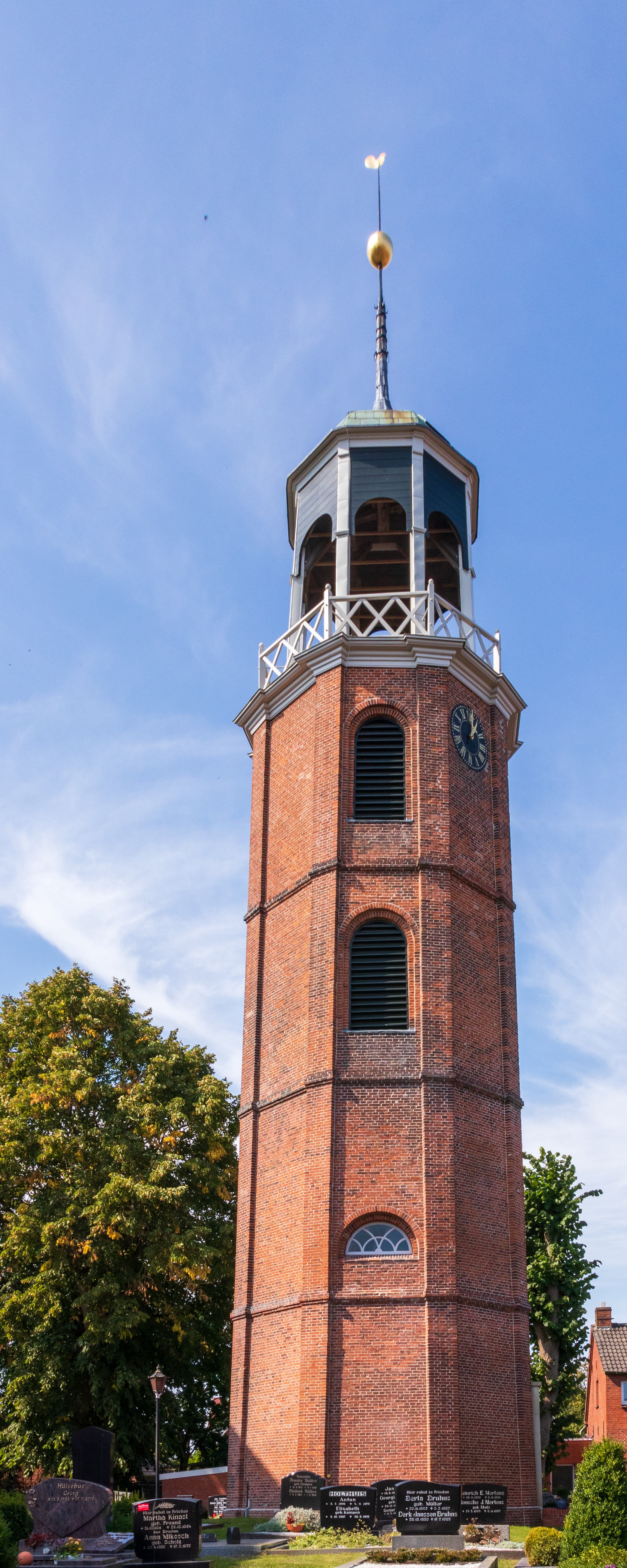
Kirchturm von 1846

Die Backsteinkirche wurde um 1180–1220, spätestens aber in der Mitte des 13. Jahrhunderts als einschiffiger Apsissaal auf einer Warft errichtet. Ursprünglich war sie eine Prozessionskirche. Der rechteckige Grundriss beträgt 26,5 m × 10,5 m. In vorreformatorischer Zeit gehörte die Kirche zur Propstei Hatzum im Bistum Münster, wechselte in der Reformationszeit zum lutherischen und 1640, spätestens 1650 zum reformierten Bekenntnis. Erster reformierter Pastor war Albert Holthuis, der 1641 eine Predigt in Ditzum hielt.
An der Nordwand sind noch die kleinen romanischen Rundbogen-Fenster erhalten. In der Mitte des 16. Jahrhunderts wurde im Zuge eines Umbaus der Kirche die Apsis entfernt, wovon noch der verbliebene Rundbogen in der seitdem geraden Ostwand zeugt. Die alten Portale in der Nord- und Südmauer wurden zugemauert und der Fußboden erhöht. Verschlossen hat man auch das lang gestreckte Hagioskop in der Südwand. Im Rahmen eines weiteren Umbaus 1786–1788 wurde der Fußboden nochmals erhöht. An der Südseite wurden die Fenster versetzt und als Spitzbogen vergrößert, was an der Außenmauer gut erkennbar ist.
Der separate Turm im Westen der Kirche wurde 1846 von Marten Bruns Schmidt gebaut und ersetzt den Vorgängerturm. Der aufgemauerte oktogonale Turmschaft wird durch Ecklisenen gegliedert und verjüngt sich nach oben. In die beiden Obergeschosse sind rundbogige Schallöffnungen für das Geläut eingelassen. Der hölzerne Turmaufbau hat eine offene Laterne mit einer Galerie. Er wird von einer hohen Spitze mit einem vergoldeten Turmknauf und Wetterhahn bekrönt. Von der äußeren Form ähnelt er einem Leuchtturm und diente vermutlich auch als Seezeichen. Architektonisch ist er den Türmen der Jemgumer Kirche und der Großen Kirche in Leer vergleichbar. Die Marienglocke aus Bronze wurde 1479 gegossen. Zwei weitere Glocken stammen aus den Jahren 1959 und 1961. Die Kirchturmuhr wurde 1915 angebracht.
Nach Artillerieschäden im April 1945 wurde die Kirche wiederhergestellt, ein Westportal geschaffen und auch das Kircheninnere teils neu gestaltet. Am 11. September 1949 konnte die Gemeinde die Kirche wieder in Gebrauch nehmen, führte aber noch bis 1963 umfangreiche Renovierungen durch. In den 1990er Jahren wurden die Außenmauern saniert.

## Ausstattung

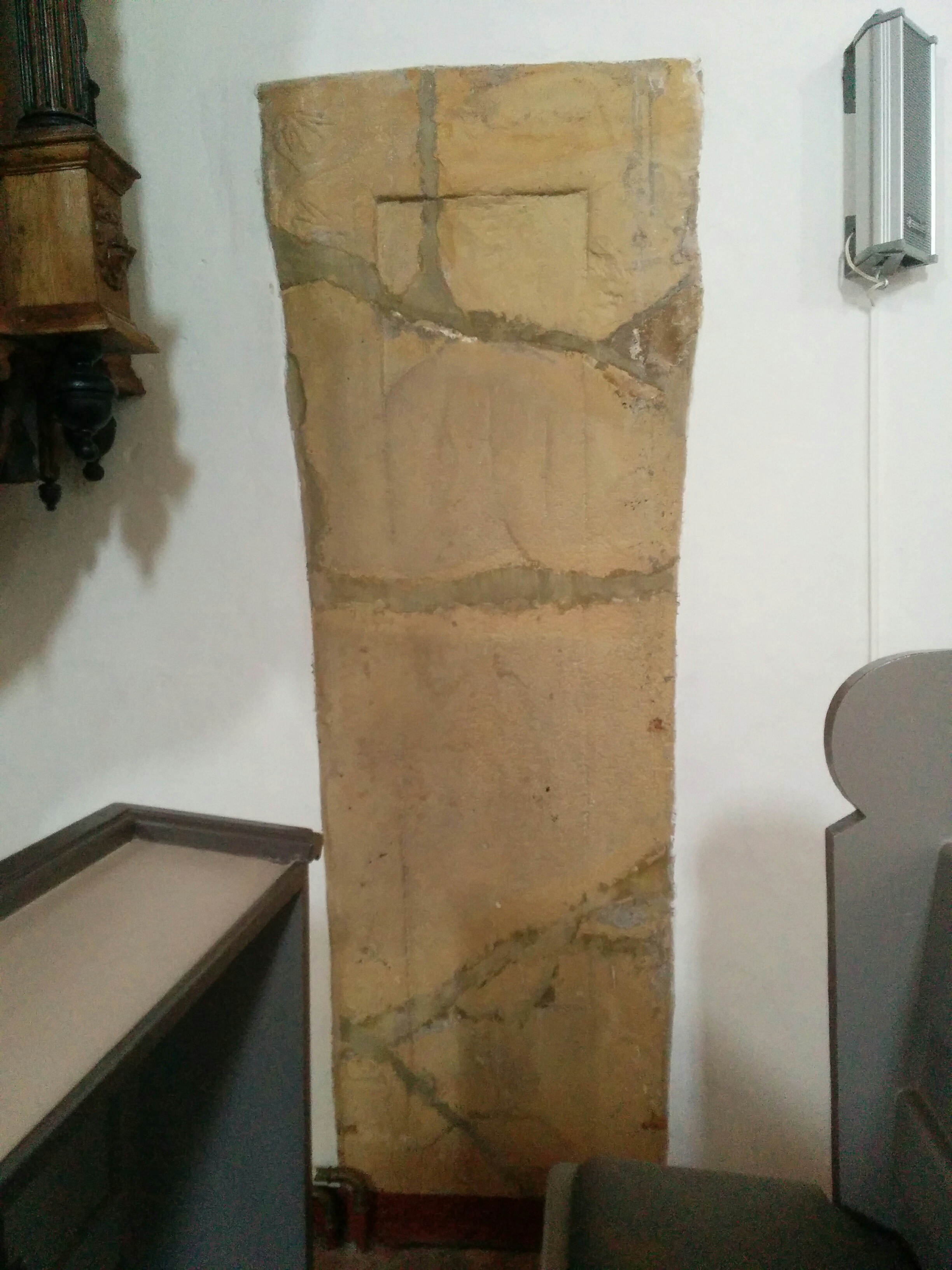
Grabplatte (12. Jh.) neben der Kanzel

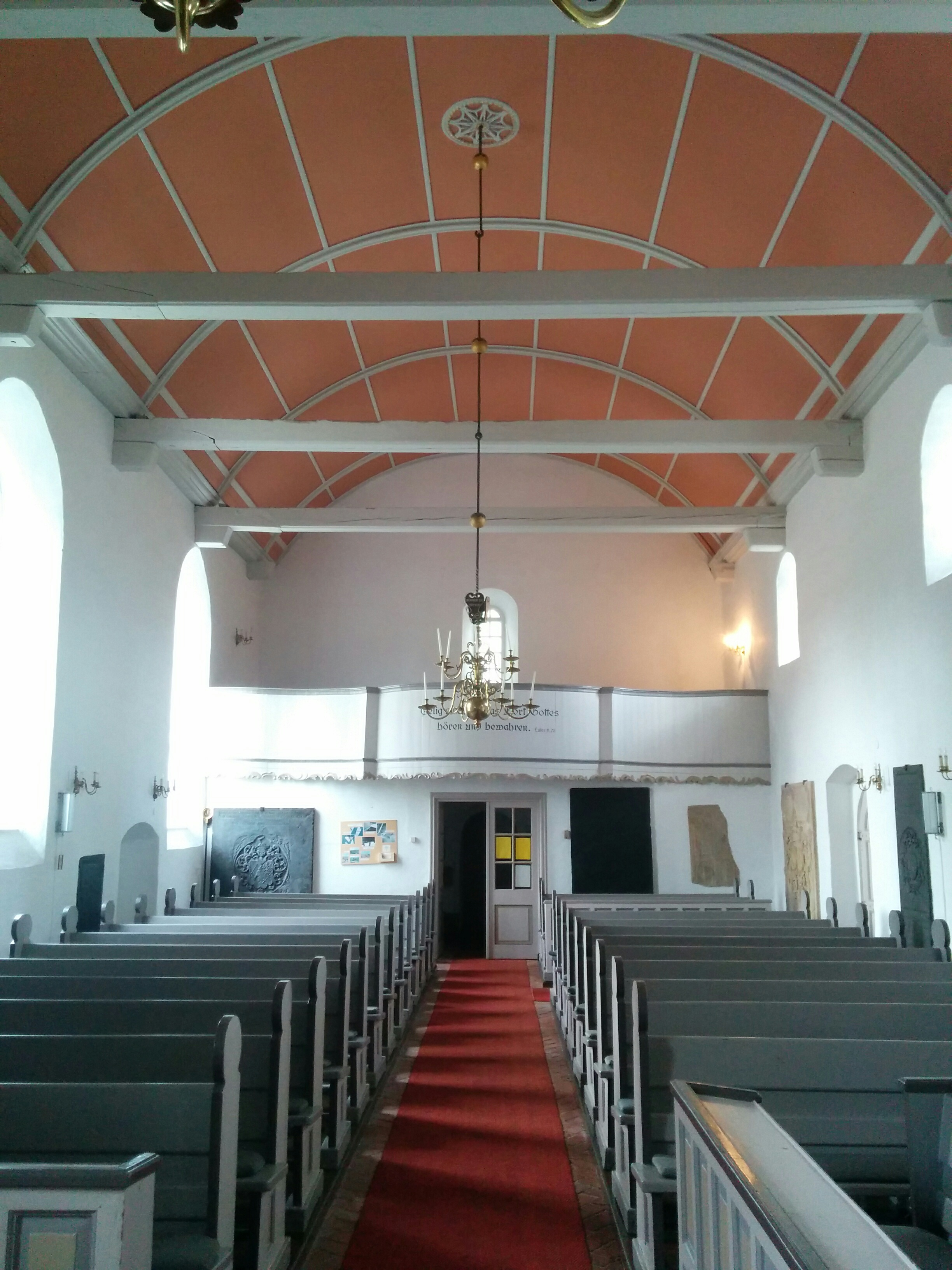
Innenraum mit Blick nach Westen

Der Innenraum wird von einem hölzernen Tonnengewölbe abgeschlossen. Als Abendmahlstisch dient ein Eichentisch mit Intarsien aus Ebenholz und Palisander von Meister Hinderk Fooken (Jemgum) aus dem Jahr 1660, der von Pastor Albert Holthuis gestiftet wurde. Die Kanzel mit Schalldeckel von 1684 wurde von Meister Frederich (Frerick) Alberts aus Eichenholz mit Intarsien im Stil der Renaissance gefertigt.
Neben der Kanzel findet sich ein Sarkophagdeckel aus Sandstein mit dem verwitterten Relief einer betenden Frau, der vor 1200 angefertigt wurde und somit älter als die Kirche ist. Acht weitere Grabplatten von Ditzumer Predigern finden sich an der Nord- und Westwand. Aus romanischer Zeit stammen noch Reste von Grabplatten. Links neben der Glastür ist der Grabstein des ersten evangelischen Predigers, Gerlich Wilken († 10. April 1554), aufgestellt.
Zu den Vasa Sacra zählt ein Becher des Meisters Hinrich Loesing aus dem Jahr 1674. Die Kronleuchter wurden 1803 und 1810 gestiftet.

## Orgel

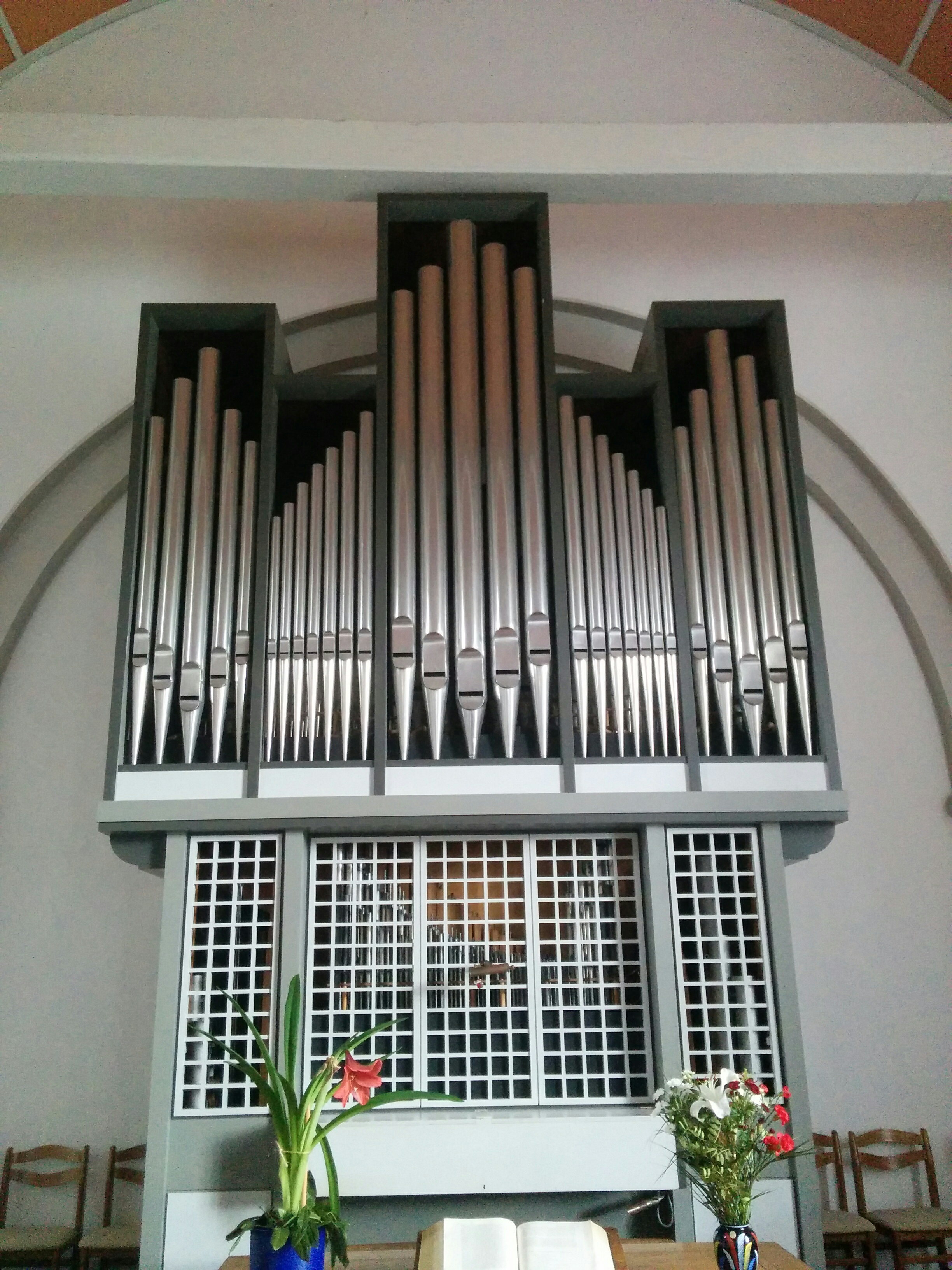
Schuke-Orgel von 1965

Nach den Rechnungsbüchern schaffte die Gemeinde 1703/1704 eine Orgel an, die vermutlich von Joachim Kayser oder Valentin Ulrich Grotian gebaut wurde. 1786 erfolgte eine Umsetzung an die Ostseite und 1786–1788 eine Reparatur durch Johann Friedrich Wenthin. Als Ersatz für die 1945 zerstörte Vorgängerorgel von Wilhelm Eilert Schmid (1821–1822) baute die Orgelwerkstatt Karl Schuke 1965 eine neue Orgel, die über 13 Register auf zwei Manualen und Pedal verfügt. Die Disposition lautet wie folgt:
| I Hauptwerk C–g3 |    |
| Principal        | 8′ |
| Spillflöte       | 8′ |
| Oktave           | 4′ |
| Waldflöte        | 2′ |
| Mixtur IV–VI     |    |
| Trompete         | 8′ |

| II Brustwerk C–g3 |    |
| Gedackt           | 8′ |
| Rohrflöte         | 4′ |
| Principal         | 2′ |
| Oktave            | 1′ |

| Pedal C–f1 |     |
| Subbass    | 16′ |
| Oktave     | 8′  |
| Pommer     | 4′  |

- Koppeln: II/I, I/P, II/P

## Geläut
Die Ditzumer Kirche beherbergt heute insgesamt drei Glocken. Die kleinste erklingt im Schlagton fis2 und wurde 1959 von der Firma Wilhelmshütte gegossen. Sie besteht nicht aus Bronze, sondern aus Eisen und hängt offen in der Turmlaterne. Im Turm selbst hängen die beiden 1479 und 1961 gegossenen großen Glocken. Die vom Gewicht her größte Glocke ist, wie die kleine Glocke fis2, eine Eisenglocke und wurde 1961 von der Firma Wilhelmshütte gegossen. Sie hat den Schlagton e1 und ein Gewicht von 1.523 kg. Im oberen Stockwerk hängt die im Jahre 1479 von Barthold Klinghe gegossene Marienglocke. Im Jahr 1961 wurde sie bei der Neuanschaffung der e1-Eisenglocke umgestimmt. Sie erklingt heute im Schlagton cis1 bei einem Gewicht von 1.109 kg. 2009 wurde das Geläut (bis auf die fis2-Glocke) restauriert. Die alte Glocke von 1479 wurde ausgebaut und erfolgreich geschweißt. Nun hängen die Glocken übereinander an geraden Holzjochen im Holzglockenstuhl. Die Arbeiten wurden von der Glocken- und Kunstgießerei Simon Laudy durchgeführt.